# Linklaters
Linklaters LLP es una firma de abogados multinacional con sede en Londres. Fundada en 1838, es miembro del "Magic Circle", el grupo de élite de las firmas de abogados británicas. Actualmente, la firma dispone de más de 2000 abogados en treinta oficinas en veinte países. Linklaters es considerada una de las mejores firmas de abogados a nivel global, siendo clasificada año tras año en el top 10 mundial de despachos jurídicos.
En 2018, Linklaters consiguió un beneficio neto de £1.532 millones de libras ($2.2 billones de dólares americanos; €1.725 millones de euros) y beneficios netos por socio de £1.54 millones anuales ($2.2 millones, €1,720,000 de euros). En el Reino Unido, la firma se sitúa en el top de los ranking en distintas áreas de derecho, incluyendo derecho de sociedades, regulación bancaria, arbitraje (derecho), mercado de capitales, derecho financiero, y fusiones y adquisiciones. En 2017, Linklaters fue nombrada la tercera mejor firma de abogados para empresas del FTSE 100. En cuanto a transacciones originadas por inversores institucionales (como Goldman Sachs o BlackRock), Linklaters es considerada la número uno. En el estudio de 2012 Global Elite Brand Index, Linklaters fue nombrada la tercera mejor firma de abogados a nivel mundial.

## Historia
Linklaters fue fundada en Londres en 1838 cuando John Linklater y Julius Dods se unieron para crear una asociación. La firma, inicialmente conocida como Dods & Linklater, desarrolló una práctica en el área de derecho mercantil y fusiones y adquisiciones, incluyendo haber aconsejado al Gobierno del Reino Unido en la creación de la Metropolitan Water Board. El 4 de mayo de 1920, la firma, por entonces conocida como Linklater & Co, se fusionó con otra renombrada firma londinense, Paines Plythe & Huxtable, la cual fue fundada por un descendiente de Thomas Paine.
A lo largo del siglo XX, Linklaters & Paines se centró en el derecho mercantil a nivel doméstico, disponiendo solo de unas pocas oficinas en el extranjero. Sin embargo, en 1998, Linklaters & Alliance fue creada a través de numerosas asociaciones con varios de los mejores despachos de abogados de Europa incluyendo De Brauw Blackstone Westbroek en Ámsterdam, De Bandt van Hecke Lagae en Bruselas, Loesch & Wolter en Luxemburgo, Lagerlöf & Leman en Estocolmo, y Oppenhoff & Rädler en Alemania. En los siguientes cinco años, Linklaters & Paines se fusionó con las últimas de estas 'Alliance firms', así como otros despachos de abogados en Bélgica, Luxemburgo, Suecia, Alemania, Chequia y Polonia. Linklaters fundó nuevas oficinas en Ámsterdam, Bangkok, Pekín, Budapest, Bucarest, Bratislava, Lisboa, Madrid, Milán, Roma, São Paulo, y Shanghái. En 1999, en medio de esta expansión global, la firma acortó su nombre a Linklaters.
El 1 de abril de 2005, después de que Japón aprobara leyes permitiendo la apertura de nuevas oficinas por parte de ciertas firmas de abogados internacionales, Linklaters creó la primera firma de abogados japonesa que aconseja en derecho japonés, británico y americano.
El 1 de mayo de 2012, Linklaters formó una alianza con la élite legal de Australia, en particular la firma Allens. Linklaters opera dos empresas mixtas en Asia: una centrada en energía e infraestructura (en particular petróleo y gas natural), y otra en Indonesia en colaboración con el despacho local Widyawan & Partners. El 1 de febrero de 2013, la firma se asoció con el despacho líder de Sudáfrica Webber Wentzel. Linklaters es también muy activa en China, así como en la India.

## Oficinas
Linklaters tiene su sede en Londres. Actualmente en 2018, la firma tiene 30 oficinas repartidas en 20 países  a lo largo de Asia, Oriente Medio, América del Norte, América del Sur y Europa.

### Despachos
- Abu Dhabi
- Ámsterdam
- Dubái
- Bangkok
- Berlín
- Brisbane - Allens
- Bruselas
- Düsseldorf
- Estocolmo
- Fráncfort del Meno
- Hamburgo
- Hanói - Allens
- Ciudad Ho Chi Minh - Allens
- Hong Kong
- Yakarta - Widyan & Partners
- Lisboa
- Londres
- Madrid
- Melbourne - Allens
- Milano
- Moscú
- Múnich
- Nueva York
- París
- Pekín
- Perth - Allens
- Puerto Moresby - Allens
- Roma
- São Paulo
- Shanghái
- Seúl
- Sídney - Allens
- Singapur
- Tokio
- Varsovia
- Washington D. C.